# Rickmers Reismühle

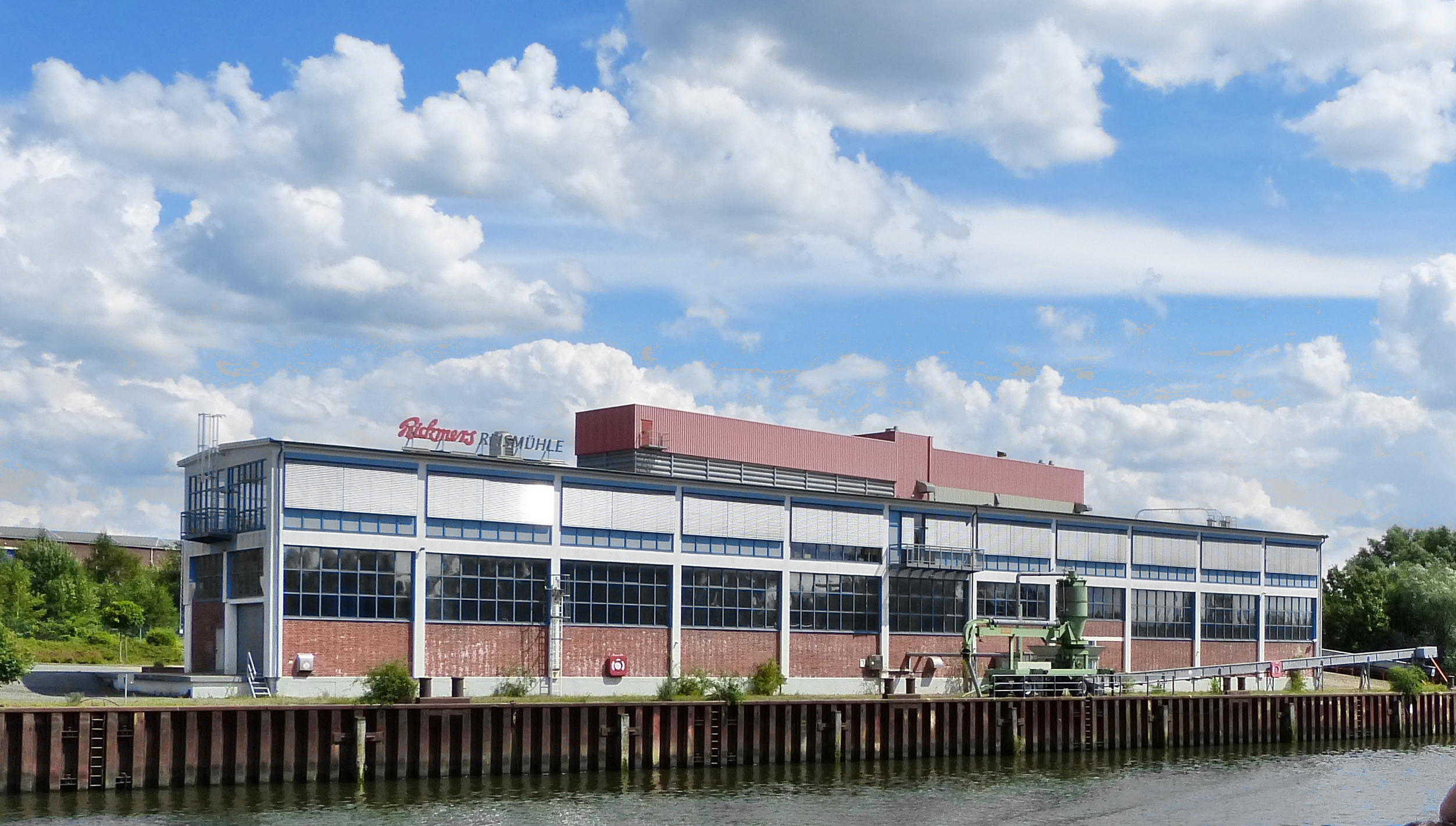
Rickmers Reismühle an der Weser, 2013

Die Rickmers Reismühle GmbH ist ein Reismühlenunternehmen mit Sitz in Bremen.

## Geschichte
1837 gründete J.H. Buschmann in St. Magnus eine Dampfmühle, die er zu einer Reismühle erweitern wollte. Nachdem 1858 der Holz- und Kohlenhändler Friedrich Konitzki das Grundstück erworben hatte, wurde die geplante Reismühle eingerichtet. 1860 kaufte Louis Eduard Ichon (1811–1890) die Mühle an der Grünenstraße; so entstand die Reisfirma Ichon & Co.
1872 beteiligte sich der Helgoländer Werft- und Reedereigründer Rickmer Clasen Rickmers (1807–1886) an dem Betrieb unter dem neuen Namen Ichon & Rickmers. Rickmers entdeckte schon früh seine Leidenschaft für die Schifffahrt, zog 1832 nach Bremerhaven und legte 1834 das Fundament für sein künftiges Schiffsimperium, in dem er zuerst die Rickmers-Werft gründete und später das Unternehmen um eine Reederei erweiterte. 1870 wurde schon der überwiegende Teil seiner Flotte in Ostasien eingesetzt. Die schnellen Segler der Rickmers-Rhederei beförderten Millionen Säcke von Reis. Auch durch den Sezessionskrieg (1861–1865) unterblieben die Reisexporte nach Europa, so dass die europäischen Firmen auf andere Quellen, insbesondere Asien zurückgriffen. Die Beteiligung von Rickmers an der Reisproduktion und später am Handel lag deshalb nahe. Der Sohn Andreas Rickmers (1835–1924) und Ichons Sohn Willy Ichon führten den Betrieb. 
1878 übernahm R.C. Rickmers die Reismühle in Bremen vollständig. Das Unternehmen wurde nun in Rickmers Reismühlen umbenannt und die Familie Ichon schied aus der Geschäftsführung aus. 1883 wurde zusätzlich eine Stärkefabrik in Hannoversch Münden gegründet. Mitte der 1880er Jahre gehörte die Rickmers Reismühle zu den größten Reisverarbeitungsbetrieben weltweit. 
1886, nach dem Tod von R.C. Rickmers, übernahmen die Söhne Andreas Rickmers und Peter Rickmers (1838–1902), die Geschäftsführung der ab 1889 so bezeichneten Rickmers Reismühlen Rhederei und Schiffbau AG; Andreas führte darin das Reisgeschäft. Es erfolgte 1893 die Gründung der Norddeutschen Reismühle in Hamburg. Die Firma A. Markwald & Co. in Bangkok kam 1894 dazu, ferner Beteiligungen an der Ersten Triester Reisschäl-Fabrik und der Aussiger Reismühle AG in Österreich. 1901 schlossen sich insgesamt neun deutsche Reismühlen zur Reis- und Handels-Aktien-Gesellschaft mit Sitz in Bremen zusammen. Andreas Rickmers wurde Vorsitzender des Aufsichtsrats der AG und blieb dieses bis 1910. Die Konkurrenz der mit den durch englisches Kapital unterstützten Hamburger Betrieben im Freihafen war sehr groß.
1910 verkaufte Andreas Rickmers seine Anteile an der Familien-AG an seinen Neffen Paul Rickmers (1873–1946). Er schied in diesem Zusammenhang sowohl aus der Reis- und Handels AG als auch aus der Rickmers Reismühlen, Rhederei und Schiffbau AG aus. 1912 verschwand die Bezeichnung "Reismühlen" auch aus dem Firmennamen des Familienunternehmens. Fortan hieß es "Rickmers Rhederei und Schiffbau AG". Die Firma Reiswerke Rickmers GmbH unter Leitung von Robert Rickmers bestand unter dem Dach der Reis- und Handels AG unverändert fort.
Im Zweiten Weltkrieg wurden durch Bomben die Firmengebäude zerstört. Das Büro der Firma befand sich nun an der Stintbrücke in Bremen und der Wiederaufbau wurde betrieben. Die Betriebe gingen 1963 in den Besitz der Firma KELLOGG GmbH in Deutschland über.

## Das heutige Unternehmen
Seit 1988 ist Rickmers Reismühle GmbH wieder selbstständig und firmiert unter dem alten Namen mit Sitz in Bremen-Überseestadt, Stephanikirchenweide, direkt an der Weser. Das Sortiment umfasst Ganzkornreis, Reisgrieß, Reiskleie, Reisflocken und Reispuder, für Groß- und Endverbraucher, bis hin zu Spezialprodukten für die Lebensmittelindustrie. Es werden 30.000 Tonnen (Stand 2009) Reisprodukte jährlich hergestellt.
2022 musste das Unternehmen aufgrund von Lieferengpässen und gestiegenen Rohstoffpreisen Insolvenz anmelden.